# Episodi speciali di Carletto il principe dei mostri
Ecco la lista degli episodi speciali dell'anime Carletto il principe dei mostri.
| Nº                    | Titolo italiano Giapponese 「Kanji」 - Rōmaji | In onda         | In onda  |
| Nº                    | Titolo italiano Giapponese 「Kanji」 - Rōmaji | Giapponese      | Italiano |
| Speciali (11 episodi) | |                 |          |
| 1                     | Un trio mostruoso 「怪物むすこ三人組」 - kaibutsu musuko sanningumi | 31 marzo 1981   | 2009     |
| 2                     | In vacanza con Sis (nome sostituto: Un candidato alla scuola dei mostri) 「怪物は怪物学校に入学せよ。妹と一緒に休日ハワイ」 - kaibutsu wa kaibutsu gakkō ni nyūgaku seyo. imōto to issho ni kyūjitsu hawai | 31 marzo 1981   | 2009     |
| 3                     | Avventura sulla montagna della paura 「コワイ山の大冒険」 - seyo kowai-san no dai bōken | 31 marzo 1981   | inedito  |
| 4                     | Mio fratello l'invincibile 「ヒロシくん妹を救う」 - hiroshi-kun imōto o sukuu | 1º agosto 1981  | inedito  |
| 5                     | Noioso anno nuovo 「正月はつまんないや」 - shōgatsu wa tsuman'nai ya | 1º gennaio 1982 | 2009     |
| 6                     | Battaglia contro i mostri spaziali 「宇宙怪物からの挑戦」 - uchū kaibutsu kara no chōsen | 2 gennaio 1982  | inedito  |
| 7                     | Il torneo di golf di capodanno 「モンスター・正月ゴルフ大会」 - monsutā shōgatsu gorufu taikai | 3 gennaio 1982  | inedito  |
| 8                     | Hiroshi e Sis a Mostrilandia 「怪物ランドに妹」 - kaibutsuland ni imōto | 20 giugno 1982  | inedito  |
| 9                     | Mostri e demoni contro mia sorella 「妹とモンスター対悪魔」 - imōto to monsutā tai akuma | 20 giugno 1982  | inedito  |
| 10                    | Il conte scappa da casa (prima parte) 「家出したドラキュラ（前編）」 - iede shita dorakyura (zenpen) | 20 giugno 1982  | inedito  |
| 11                    | Il conte scappa da casa (seconda parte) 「家出したドラキュラ（後編）」 - iede shita dorakyura (kōhen) | 20 giugno 1982  | inedito  |